# Vignole Borbera
Vignole Borbera (piemontiul: Vigneule, ligur nyelven: E Vigneue) település Olaszországban, Piemont régióban, Alessandria megyében. Lakosainak száma 2032 fő (2023. január 1.). Vignole Borbera Borghetto di Borbera, Grondona, Stazzano, Arquata Scrivia és Serravalle Scrivia községekkel határos.

## Népesség
A település lakossága az elmúlt években az alábbi módon változott:
| Lakosok száma | 2162 | 2094 | 2032 |
|               | 2017 | 2018 | 2023 |